# Саара
Саара, Саара-де-ла-Сьєрра (ісп. Zahara' або 'Zahara de la Sierra) — муніципалітет в Іспанії, у складі автономної спільноти Андалусія, у провінції Кадіс. Населення — 1519 осіб (2010).
Муніципалітет розташований на відстані близько 420 км на південь від Мадрида, 90 км на схід від Кадіса.
На території муніципалітету розташовані такі населені пункти: (дані про населення за 2010 рік)
- Арройо-Молінос: 65 осіб
- Бокалеонес: 65 осіб
- Лас-Касас: 19 осіб
- Саара: 1370 осіб

## Демографія
Динаміка населення (INE ):

## Галерея зображень

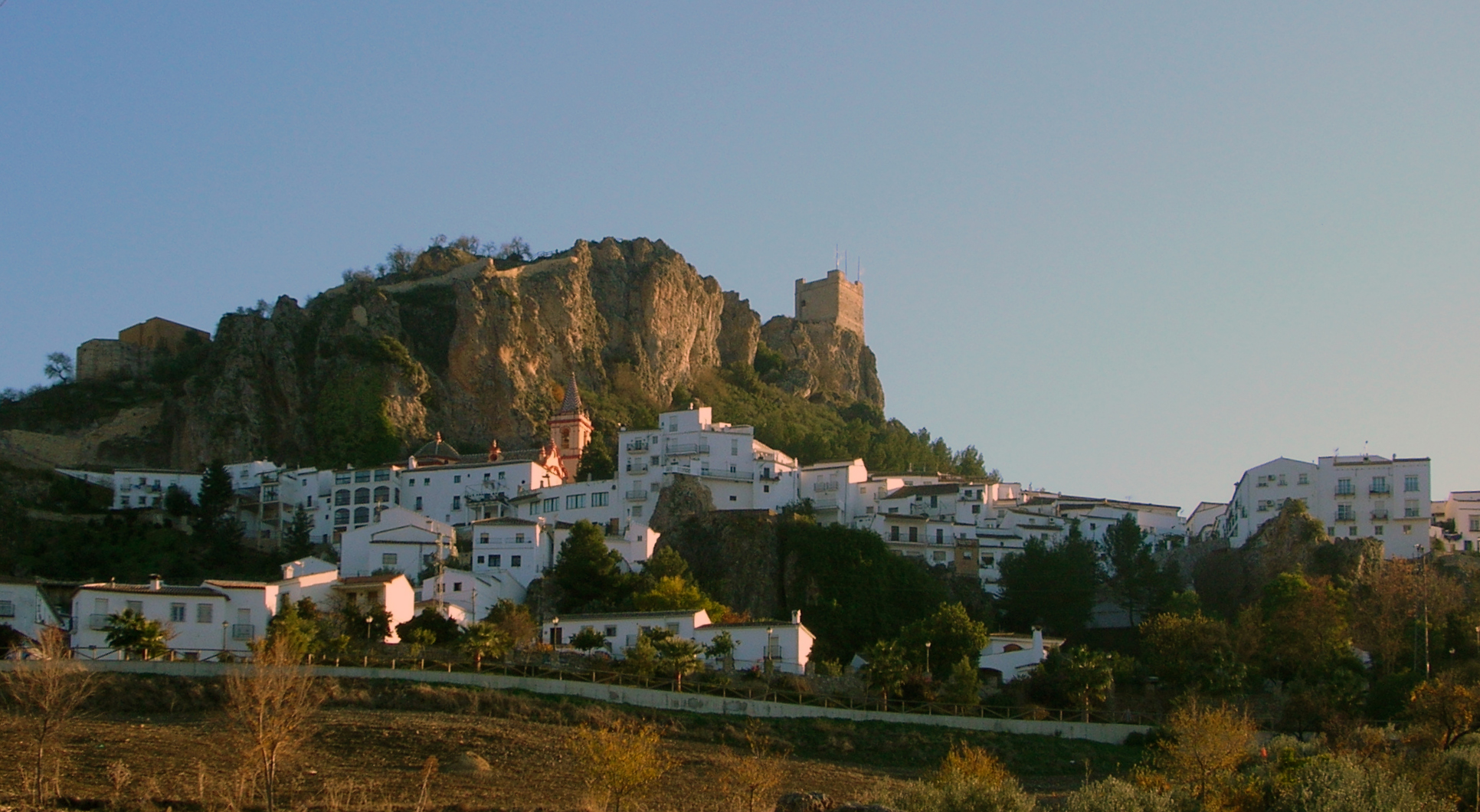
Саара-де-ла-Сьєрра
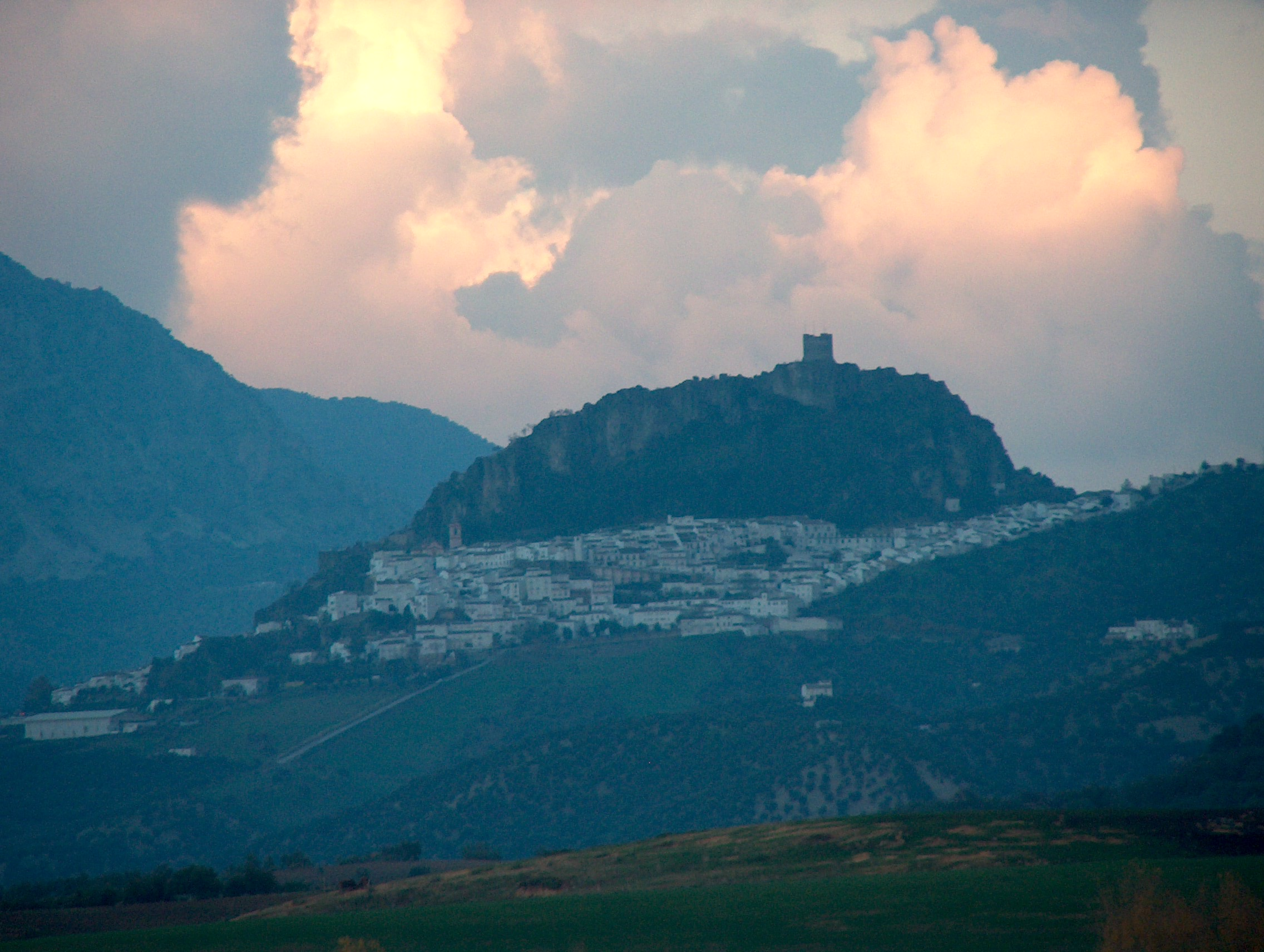
Саара-де-ла-Сьєрра
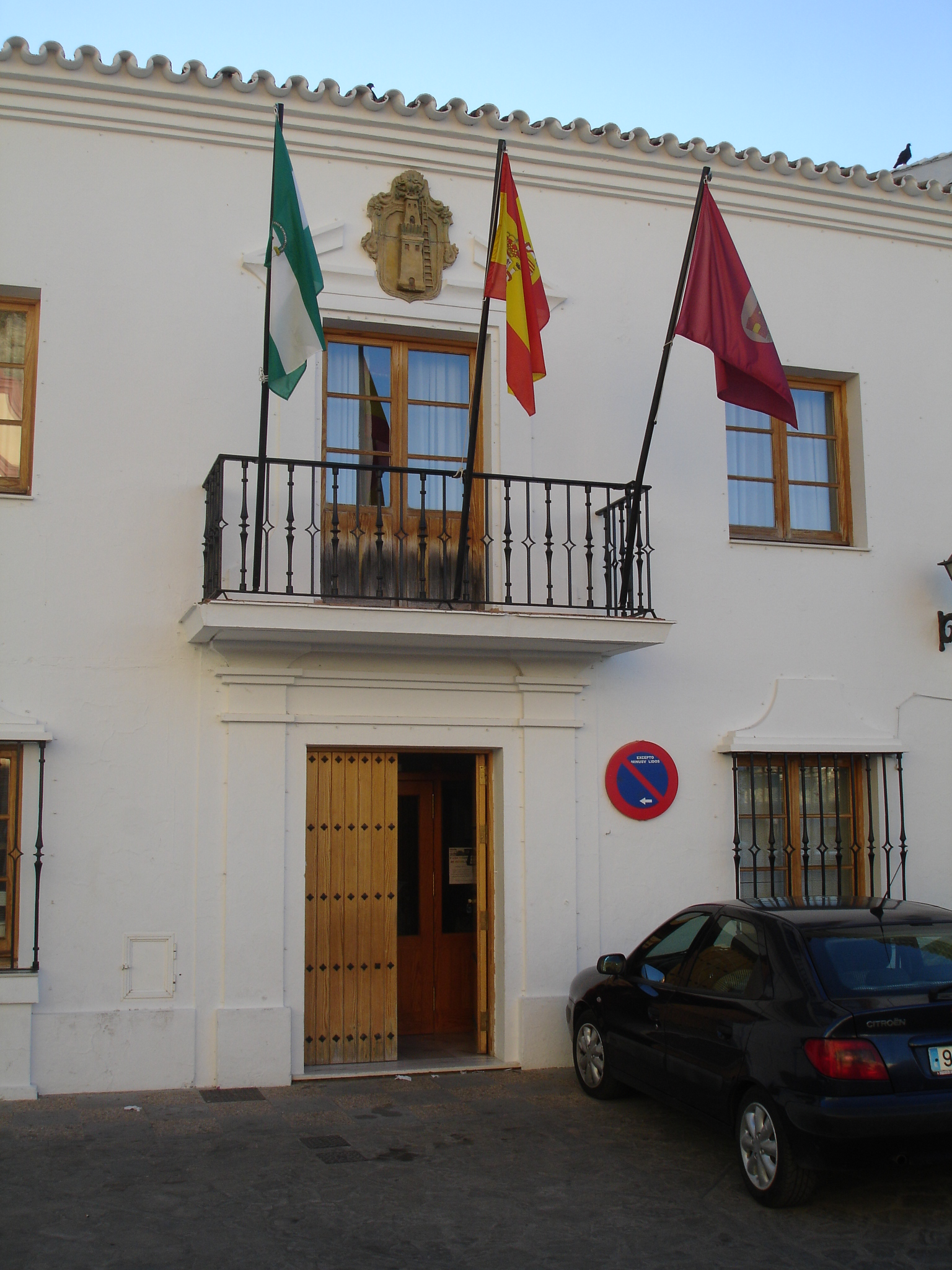
Муніципальна рада
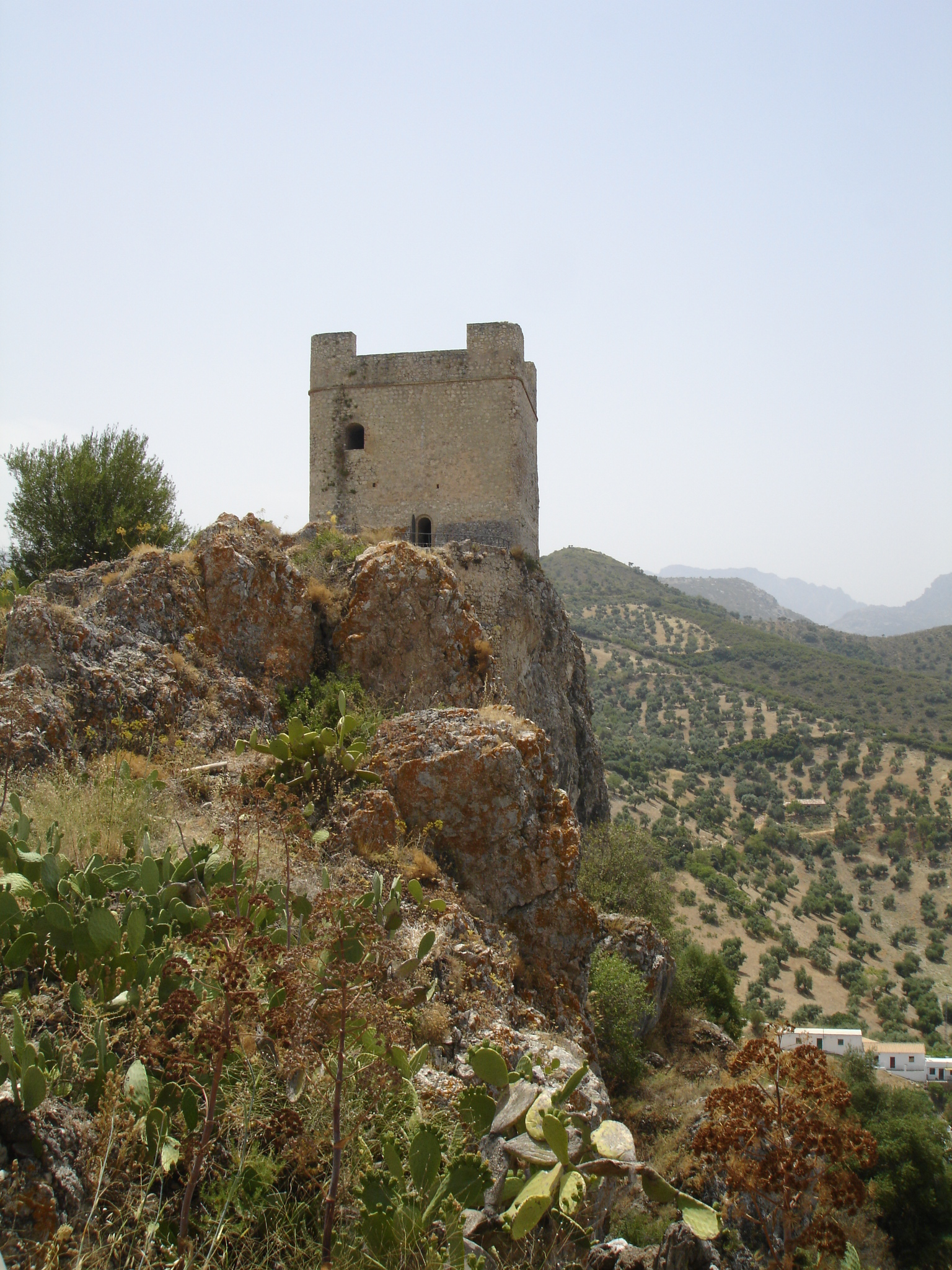
Замок